# Nezir Leskoviku
Nezir Remzi Leskoviku (ur. 1876 w Leskoviku, zm. ok. 1970) – osmański kajmakam i albański urzędnik, konsul i w latach 1933–1939 chargé d’affaires Albanii w Ankarze.

## Życiorys
Urodził się w Leskoviku jako syn efendiego i chatiba Mehmeta Arifa. Początkowo uczył się w Janinie, a w 1896 roku ukończył szkołę średnią w Konstantynopolu. Odbył następnie staż w administracji w Janinie i w Salonikach, natomiast w latach 1900–1908 był kajmakamem w Elassonie, Janitsie i w Janinie. Ze względu na podejrzenia o popieranie albańskiego nacjonalizmu był internowany na wyspie Kos.
Wrócił do funkcji kajmakama, którą sprawował w latach 1910–1916 w zachodniej Anatolii, a przez następne 2 lata pracował jako inspektor służb publicznych w Konstantynopolu. Zrezygnował z tej pracy i przeniósł się do Albanii, gdzie pracował jako urzędnik. Powrócił jednak do Turcji jako konsul Albanii w Ankarze, a w latach 1933–1939 jako chargé d’affaires; po włoskiej inwazji na Albanię Leskoviku przestał pełnić swoją funkcję, jednak pozostał w Turcji.
W 1940 roku został członkiem albańskiej Rady Państwa. Po II wojnie światowej ponownie wrócił do Turcji.

## Życie prywatne
Miał dwie córki; jedna z nich mieszkała w Turcji, natomiast druga w Albanii.